# 白云峰 (1916年)
白云峰（1916年11月9日—2000年7月21日）生于陕西省韩城县桥子玄乡大柳村，中国共产党及中华人民共和国官员。

## 生平
1916年11月9日，白云峰生于陕西省韩城县桥子玄乡大柳村。10岁起，先后在桥子玄村、炉子河村、高家坡念初小。民国十八年（1929年），因为遭遇年馑而被迫辍学。1930年，入韩城县明云堂模范小学学习。毕业后，考入参业小学。该校师生有很多是中共党员。1932年2月，经过教师党员高进修和学生党员高德新、高天云介绍，白云峰秘密加入中国共产党。1932年秋，白云峰考入韩城中学。1936年，会同其他党员学生欲往陕北苏区，但未果，此后赴北平，考入私立中华中学高中部，在该校参加中华民族解放先锋队。
1936年，白云峰率同学绕经山西省侯马县回到韩城县芝川，找到中共韩城县委负责人段义文商谈后，动员了40多人赴延安。1937年2月2日，经马明方介绍，白云峰入延安中央党校学习。在校期间，听取张闻天有关西安事变和平解决及中国共产党目前的任务的报告，系统学习党的理论。同年10月，自党校结业，回中共陕西省委驻地云阳县，随即被中共陕西省委派回韩城，出任中共韩城县委青年部部长、城关区委书记。很快，受中共韩城县委派遣，白云峰率韩城中学学生参加了合阳县沿河军事训练大队，白云峰任民先队总队长，从事韩城县、合阳县、澄城县、大荔县、朝邑县学生的抗日军事训练工作。1938年3月到1939年3月，任中共沿河工委组织部长兼特派员，在韩城、大荔等地发展中共组织。1939年3月后，担任中共陕西省委组织部巡视员以及中共凤翔县委书记，负责调查西府扶风、宝鸡、凤翔等地的中共党员思想状况。
1939年6月，白云峰被中共陕西省委派为中共华县县委书记。到华县之后，经朱义民介绍，白云峰到北沙小学当教员，作为身份掩护。同年10月，一天白云峰外出时，中国国民党华县党部派警备队长秦耀武来该校“检查”，未见到白云峰，乃追问白云峰的助手刘杰山，遭刘杰山反驳。白云峰回来后，自认为身份已经暴露，即向中共华县县委副书记雷百里交代党内工作，随后向校董辞职，与刘杰山离开华县，并为刘杰山更名为刘铁军（中华人民共和国时期曾任河北省民航局政委）。二人途经渭南到达泾阳县云阳镇老君庙的中共陕西省委驻地。
1939年11月7日，白云峰、刘铁军在云阳过十月革命节。中共陕西省委随后任命白云峰为东路特派员兼临潼县委书记，负责中共在临潼、渭南、华县、华阴、潼关的工作。1940年初，白云峰回到驻安社的中共陕西省委，出席陕西省党的代表大会。5月，白云峰自安社赴延安，入马列学院学习，并担任第八支队党支部书记。1941年1月，白云峰和赵伯平回到中共陕西省委驻地照金。白云峰任中共陕西省委教导营（建制三个连）党总支书记。1942年2月，白云峰任中共陕西省委第一研究室负责人，主管中共白区工作。1942年夏，任中共陕西省委宣传部宣传科科长。1943年，中共陕西省委更名为中共关中地委，白云峰回到中共关中地委参加整风，后来出任淳（化）、耀县县委书记。1945年，白云峰调回中共陕西省委任联络员，曾赴华县高塘和中共地下党员白雪亭联络，传达中共陕西省委指示。1946年10月，白云峰任中共合阳县委书记，中共东府特委副书记。1947年，中国人民解放军占领合阳，白云峰复任中共合阳县委书记。1949年3月，中国人民解放军占领大荔，白云峰任中共大荔县委书记。
中华人民共和国成立后，白云峰出任中共蒲城县委书记。1950年9月，当选中共渭南地委委员。1951年4月，随中国人民解放军进驻西藏，历任中国人民解放军第十八军独立支队后梯队政委、独立支队政治部主任，中共西藏工委委员、宣传部长、团委书记、监委副书记、机关党委书记，西藏自治区筹备委员会财政处处长，西藏公学党委书记，青藏公路运输管理局第二书记、副局长（厅级）等职。1956年，赴北京列席中国共产党第八次全国代表大会。
1958年整风反右运动中，白云峰、陈竞波、夏仲远被打成“范明反党集团”的“三关口” 。白云峰被划为“右派”。1958年9月，白云峰返回陕西，先后任职于泾河工程局办事处、渭河交口抽水站，边工作边接受“改造”。1962年4月，白云峰赴北京告状，同年9月被管押于秦城监狱，后移送昌平县小汤山。1966年4月，白云峰被送回泾惠渠试验站，边劳动边“改造”，曾任计算工作，还曾喂牲口。
1978年，白云峰被摘掉“右派”帽子。1979年11月，中共中央组织部作出结论，为白云峰彻底平反。1980年5月，白云峰来到渭南，被任命为中共渭南地委副书记，后来改任顾问。1985年，白云峰离职休养，享受副军级待遇。
2000年7月21日，白云峰在渭南病逝，享年84岁。